# Léry-Poses en Normandie
 (août 2023).
 (août 2023).
 (août 2023).
La mise en forme du texte ne suit pas les recommandations de Wikipédia : il faut le « wikifier ».
Les points d'amélioration suivants sont les cas les plus fréquents. Le détail des points à revoir est peut-être précisé sur la page de discussion.
- Les titres sont pré-formatés par le logiciel. Ils ne sont ni en capitales, ni en gras.
- Le texte ne doit pas être écrit en capitales (les noms de famille non plus), ni en gras, ni en italique, ni en « petit »…
- Le gras n'est utilisé que pour surligner le titre de l'article dans l'introduction, une seule fois.
- L'italique est rarement utilisé : mots en langue étrangère, titres d'œuvres, noms de bateaux, etc.
- Les citations ne sont pas en italique mais en corps de texte normal. Elles sont entourées par des guillemets français : « et ».
- Les listes à puces sont à éviter, des paragraphes rédigés étant largement préférés. Les tableaux sont à réserver à la présentation de données structurées (résultats, etc.).
- Les appels de note de bas de page (petits chiffres en exposant, introduits par l'outil «  Source ») sont à placer entre la fin de phrase et le point final[comme ça].
- Les liens internes (vers d'autres articles de Wikipédia) sont à choisir avec parcimonie. Créez des liens vers des articles approfondissant le sujet. Les termes génériques sans rapport avec le sujet sont à éviter, ainsi que les répétitions de liens vers un même terme.
- Les liens externes sont à placer uniquement dans une section « Liens externes », à la fin de l'article. Ces liens sont à choisir avec parcimonie suivant les règles définies. Si un lien sert de source à l'article, son insertion dans le texte est à faire par les notes de bas de page.
- La présentation des références doit suivre les conventions bibliographiques. Il est recommandé d'utiliser les modèles {{Ouvrage}}, {{Chapitre}}, {{Article}}, {{Lien web}} et/ou {{Bibliographie}}. Le mode d'édition visuel peut mettre en forme automatiquement les références.
- Insérer une infobox (cadre d'informations à droite) n'est pas obligatoire pour parachever la mise en page.

Pour une aide détaillée, merci de consulter Aide:Wikification.
Si vous pensez que ces points ont été résolus, vous pouvez retirer ce bandeau et améliorer la mise en forme d'un autre article.
Léry-Poses en Normandie est un équipement de loisirs sportifs et nautiques. Il est situé à Poses dans l'Eure.      

## Présentation
Le site fait 1 300 hectares. 
La base de loisirs comprend trois lacs artificiels : 
- le lac des Deux-Amants (350 ha) pour le grand public ;
- le lac du Mesnil (75 ha) (réservé aux collectivités, associations, clubs sportifs) ;
- la réserve ornithologique de la Grande Noë (45 ha) réservée au grand public[1].

Les sports nautiques sont possibles ainsi que la baignade. Il y a également des sentiers, des jeux pour enfants, un minigolf et un golf de 18 trous.
La serre tropicale zoologique Biotropica est installée sur le site.

## Historique
La base est née de la réutilisation des différents bassins mis en eau par l'extraction à grande échelle de graviers (ballastières), qui prospéraient au long des années 1960 à 1990. L'unification des différents plans d'eau aboutit à la création d'un des plus grands étangs artificiels d'Europe, le lac des Deux-Amants, d'une superficie de 400 hectares et du lac du Mesnil (65 hectares), relié à la Seine et qui permettra d'établir un port de plaisance fluviale.

## Gestion
Ouverte en 1972, la base est gérée par un syndicat mixte dépendant de la région Normandie, du département de l'Eure et de la Communauté d'agglomération Seine-Eure (CASE)[source secondaire souhaitée]. Elle s'étend principalement sur les territoires des communes de Léry, Poses, Tournedos-sur-Seine, Le Vaudreuil et Val-de-Reuil.